# Dactyloctenium geminatum
Dactyloctenium geminatum är en gräsart som beskrevs av Eduard Hackel. Dactyloctenium geminatum ingår i släktet knapphirser, och familjen gräs. Inga underarter finns listade i Catalogue of Life.